# 로헬리오 로하스
로헬리오 "로저" 도밍고 로하스(영어: Rogelio "Roger" Domingo Roxas, ? ~ 1993년 5월 25일)는 사망한 필리핀의 군인이자 자물쇠 장수이다. 1971년 1월 24일 바기오의 바기오 종합 병원 근처의 국유지에서 야마시타 보물(야마시타 골드)로 추정되는 금막대와 1톤 정도의 황금 불상을 찾아냈다. 로하스는 불상의 머리가 이동될 수 있도록 돼있었고, 불상 안의 오목한 공간에는 적어도 두 움큼의 다이아몬드가 들어 있었다고 주장했다. 그 불상이 야마시타 보물의 일부라고 주장했다.

## 황금 불상의 압수
1971년 4월 5일, 로하스는 국가 조사국과 범죄 수사 연구소에서 온 것으로 추정되는 무장한 남자들이 강제로 황금 불상과 금막대를 그의 집인 바기오 오로라 힐스에서 압수해 갔다고 주장했다. 1971년 4월 19일 군은 황금 불상을 바기오 법정에 맡겼다. 그러나 로하스는 그것이 자신의 불상이 아니라고 주장했다. 로하스는 후에 당시 대통령 페르디난드 마르코스가 압수를 이끌었고 그가 보물을 갖고 있다고 주장했다. 로하스는 1971년 5월 18일 카바나투안에서 사복을 입은 세명의 남자에게 체포돼 징역형에 처해졌다.

## 로하스와 마르코스의 소송 대결
1988년 3월, 미국에서 로하스와 페르디난드 마르코스, 이멜다 마르코스 사이에서 소송 대결이 일었다. 로하스는 1971년에 자신이 야마시타 보물을 찾던 보물 사냥꾼이라고 말했다. 로하스의 주장에 충분한 증거가 있는지 확인하기 위해, 법원은 다음 로하스의 공술서를 고려했다.
1970년 언젠가, 로하스 무리는 바기오 종합 병원 근처의 국유지에서 땅을 파고 있었다. 대략 7개월 동안 찾고 "하루에 24시간동안" 땅을 판 후, 로하스 무리는 지하 굴을 발견했다. 굴 안에는 철사와 라디오, 총검, 소총, 일본군 군복을 입은 유해가 있었다. 몇주동안 굴을 탐사한 후, 로하스 무리는 10피트 두께(약 3m)의 콘크리트 벽을 발견했다. 1971년 1월 24일 로하스 무리는 벽을 무너뜨렸다.그 안에서 로하스는 3피트(약 1m) 정도로 추정되는 황금색 불상을 발견했다. 그 불상은 매우 무거웠다. 불상을 땅 위로 옮기기 위해 10명의 남자와 체인블록, 밧줄, 롤링로그가 필요했다. 그가 불상의 무게를 재보지는 않았으나, 로하스는 무게가 1톤이라고 추정했다. 로하스는 일꾼들에게 그것을 집까지 옮기도록 지시했고 벽장 안에 넣었다. 로하스는 또한 콘크리트 벽 아래에서 큰 박스 여러개를 찾았는데, 불상이 발견된 곳에서 50피트(약 15미터) 떨어진 곳이었다. 그는 다음날 돌아와서 작은 상자 하나를 열었다. 상자 안에는 1인치(약 2.5cm) 금막대와 2.5인치(약 6.4cm) 막대가 24개 들어있었다. 로하스는 상자들이 평균적으로 대략 맥주 상자 크기였으며, 5~6피트 높이(약 1.7m)로 쌓여있었고, 6피트 폭(약 1.8m)과 30피트(약 9m) 길이로 있었다고 추정했다. 로하스는 그 이외의 상자들을 열지 않았다. 몇주 후 로하스는 굴을 폭파시키기 위해 되돌아왔고, 남아있는 보물들을 옮길 작업을 위해 불상을 팔 계획을 세웠다. 굴을 폭파시키기 전, 24개의 금막대와 몇몇 사무라이 칼, 총검과 공예품들을 옮겼다. 로하스는 마르코스 재판관에게 자신의 발견을 보고하려고 두번 노력했었으나, 그와 연락은 성공적이지 않았다. 몇주 후, 로하스는 금막대 7개를 팔았고, 구매자는 황금 불상을 봤다. 로하스는 예상되는 구매자의 대표인 케네스 치텀이 불상의 팔에 작은 구멍을 뚫고 금속의 순도 분석을 했다고 증명했다. 분석 결과 불상은 22캐럿의 고체 금이었다. 로하스는 또한 두 번째 예상되는 구매자인 루이스 멘도사가 질산을 사용해 불상의 금속을 시험했고, "20캐럿 이상"이라고 결론내렸다.
로하스는 그가 보물을 발견했고, 페르디난드 마르코스가 그를 체포했으며, 보물을 압수당했고, 그는 고문을 당했다고 주장했다. 석방 후 그는 의심스럽게 사망했는데, 암살당했다는 느낌을 주었다. 소송은 그의 재산과 로하스의 보물에 대한 권리를 주장하기 위해 만들어진 회사인 황금 불상 회사에 의해 주장되었다. 1996년, 호놀룰루의 배심원단은 220억 달러(한화 약 24조원)의 피해 보상금을 지급하라는 판정을 내렸다. 1998년 11월 17일 하와이 대법원은 페르디난드 마르코스와 이멜다 마르코스에게 410억 달러(한화 약 45조원)의 판결을 내렸다. 민사 판결에 관한 법무부 통계 월보는 로하스가 1971년 마닐라 북부에서 금괴를 발견했다는 증거는 불충분하다고 했다. 그러나 법원의 판결은 콘크리트 벽에 남겨진 금괴의 양과 질의 불충분한 증거만 언급했다. 게다가, 법원은 페르디난드 마르코스가 황금 불상과 17개의 금막대를 훔쳤다는 판결을 유지했다. 하와이 대법원은 페르디난드 마르코스가 로하스가 찾은 보물을 바꿨다는 충분한 증거가 있으며, 필리핀 헌법에 준하여 로하스가 보물을 발견했다는 배심원의 결정에 충분한 증거가 있다고 판결했다. 이 사건은 사실심 법정에서 바뀐 황금 부처와 금막대의 가치에 관한 새로운 재판으로 남았다.
2000년 2월 28일, 사실심 법정은 황금 불상과 17개의 금막대의 가치를 정하는 공판을 실시했다. 현재, 로하스 재산의 개인 대표인인 펠릭스 다카나이가 이멜다 마르코스에게 로하스가 당한 체포와 고문에 대해 600억 달러(한화 약 66조원)의 재판을 하고 있다. 황금 불상 회사는 이멜다 마르코스에게 바뀐 보물에 대한 13,275,848.37달러(한화 약 1억 5000만원) 재판을 하고 있다. 그 재판은 2005년 11월 25일 하와이 대법원이 명령했다.
로하스의 장남 호세가 1995년 바기오 법정에 그의 아버지의 보물 사냥꾼 시절의 유품으로 불상을 양도하라고 청원했다. 호세는 또한 그의 아버지가 황금 불상을 찾은 적이 없다고 법정에 선언했다.

## 같이 보기
- 야마시타 보물